# Rafael Rozendaal
Rafael Rozendaal est un artiste à la double nationalité néerlandaise et brésilienne, né le 6 juin 1980 à Amsterdam. Il voyage beaucoup, travaille et vit dans des hôtels.

## Biographie
Il est le fils d'Arie Rozendaal, peintre néerlandais, et de Heloisa Castelo Branco, journaliste brésilienne ayant étudié l’architecture. 
En 2001, il en met en ligne une photo de lui-même devant un fond jaune, en cliquant dessus, on pouvait changer plusieurs éléments, comme les moustaches, les cheveux les lunettes. Quelques jours plus tard, il est contacté par l'artiste grec Miltos Manetas, initiateur du mouvement Neen, qui lui propose d'exposer dans sa galerie de Los Angeles. Il expose alors pour la première fois. Au cours de cette même année, il exposera aussi en Albanie et aux États-Unis.
Son travail se concentre sur Internet, où il crée des animations Flash animées. Il se qualifie lui-même de "fétichiste des url", il possède en effet de nombreux noms de domaines, chacun d'eux étant le nom d'un de ses travaux. Il explique que c'est une manière de donner beaucoup de visibilité à chacun de ses sites et de ses travaux tout en faisant du travail une œuvre "fini" et non pas un essai.
Des collectionneurs peuvent acheter ses œuvres et donc ses noms de domaines, cependant, ceux-ci doivent rester accessibles au public, mais portent la mention "collection de…".
Plusieurs livres, basés sur les travaux qu'il expose sur le web, ont été publiés.
En 2003, onestar press publie un livre de 160 pages, en édition limitée à 250 exemplaires.
En 2009, un livre est publié chez Attomic activities en 500 exemplaires.
En 2011, le livre Domain Names 2010 to 2001 est publié, en édition limitée, aux éditions Automatic Books, regroupant 60 des noms de domaines qu'il a acheté durant ces dix années.
Il participe à plusieurs expositions, en solo ou non, souvent avec des œuvres  basées sur son travail numérique. Il est aussi le fondateur de BYOB (Bring Your Own Beamer) une série d'expositions d'une seule nuit ou des artistes sont invités à apporter et exposer leur travail. La première exposition fut organisée avec Anne de Vries le 20 juin 2010 à Berlin. Depuis, il en a organisé dans plusieurs villes à travers le monde, notamment à Paris, New York, Londres, ou Athènes. Sur son site, Rafael Rozendaal invite les visiteurs à organiser leurs propres BYOB et à lui envoyer les témoignages vidéos et photo de ces expositions.